# Ledeno doba: Veliki udar
Ledeno doba: Veliki udar (eng. Ice Age: Collision Course) jest računalno-animirani film iz 2016. godine animacijskoga studija Blue Sky Studios. Redatelj filma je Michael Thurmeier, a glasove u originalnoj verziji posudili su između ostalih i Ray Romano, John Leguizamo, Denis Leary, Josh Peck, Simon Pegg, Seann William Scott, Jennifer Lopez i Queen Latifah. Producent je Lori Forte, a film je distribuirao 20th Century Fox. Scenarij potpisuju Michael Wilson, Michael Berg i Yoni Brenner.

## Glavne uloge
- Ray Romano – Manny
- John Leguizamo – Sid
- Denis Leary – Diego
- Adam DeVine – Julian
- Jesse Tyler Ferguson – Shangri Llama
- Max Greenfield – Roger
- Jessie J – Brooke
- Nick Offerman – Gavin
- Keke Palmer – Peaches
- Seann William Scott i Josh Peck – Crash i Eddie
- Simon Pegg – Buck
- Wanda Sykes – Granny
- Jennifer Lopez – Shira
- Queen Latifah – Ellie
- Stephanie Beatriz – Gertie
- Neil deGrasse Tyson – Neil deBuck Weasel
- Lilly Singh – Bubbles i Misty
- Michael Strahan – Teddy
- Melissa Rauch – Francine
- Chris Wedge – Scrat

## Hrvatska sinkronizacija
| Ime           | Engleska inačica     | Hrvatska inačica      |
| ------------- | -------------------- | --------------------- |
| Manny         | Ray Romano           | Ljubomir Kerekeš      |
| Diego         | Denis Leary          | Tarik Filipović       |
| Sid           | John Leguizamo       | Edo Maajka            |
| Buck          | Simon Pegg           | Janko Rakoš           |
| Ela           | Queen Latifah        | Daria Knez            |
| Juraj         | Adam DeVine          | Mladen Vujčić         |
| Brooke        | Jessie J             | Iva Mihalić           |
| Breskvica     | Keke Palmer          | Anja Nigović          |
| Shangri-Llama | Jesse Tyler Ferguson | Ivan Đuričić          |
| Anka          | Wanda Sykes          | Mirela Brekalo        |
| Edo           | Josh Peck            | Ozren Grabarić        |
| Krešo         | Seann William Scott  | Dražen Bratulić       |
| Zekan         | Michael Strahan      | Janko Popović Volarić |
| Shira         | Jennifer Lopez       | Leona Paraminski      |

### Ostali glasovi
- Ana Vilenica
- Ana Begić
- Dušan Gojić
- Luka Petrušić
- Alen Liverić
- Dragan Peka
- Martina Kapitan Bregović
- Dario Ćurić
- Maja Mejovšek Haluza
- Ivan Šatalić
- Mima Karaula

### Sinkronizacija
- Sinkronizacija: Duplicato Media d.o.o.
- Redatelj dijaloga: Tomislav Rukavina
- Prijevod i adaptacija dijaloga: Davor Slamnig
- Redateljica vokalnih izvedbi: Mima Karaula

## Vanjske poveznice
- Ledeno doba: Veliki udar u internetskoj bazi filmova IMDb-a (engl.)
- Ledeno doba: Veliki udar na Rotten Tomatoes (engl.)